# Dyskografia Lila Wayne’a
Poniżej przedstawiona jest dyskografia amerykańskiego rapera Lila Wayne’a. Artykuł zawiera osiem solowych albumów, 23 singli, 15 mixtape’ów i teledyski.
Lil Wayne, urodzony jako Dwayne Michael Carter Jr. Karierę rozpoczął jako nastolatek. W 1993 roku nawiązał współpracę z innym raperem B.G., i jako duet – The B.G.’z, wydali w roku 1995 pierwszy i jedyny album True Story. Dwa lata później Wayne dołączył do grupy Hot Boys, z którą to wydał trzy albumy.
Karierę solową rozpoczął w roku 1999 z albumem Tha Block Is Hot, który następnie został zatwierdzony jako podwójna platyna przez RIAA. Kolejne albumy przyczyniły się do popularności rapera.

## Albumy
| Rok  | Album | Najwyższa pozcyja | Najwyższa pozcyja | Najwyższa pozcyja | Najwyższa pozcyja | Najwyższa pozcyja | Certyfikacje                                   |
| Rok  | Album | U.S. 200          | U.S. R&B          | U.S. Rap          | CAN               | UK                | Certyfikacje                                   |
| ---- | --- | ----------------- | ----------------- | ----------------- | ----------------- | ----------------- | ---------------------------------------------- |
| 1999 | Tha Block Is Hot - Data wydania: 2 listopada 1999 - Wytwórnia: Cash Money, Universal (153919) - Format: CD, kaseta, digital download    | 3                 | 1                 | –                 | –                 | –                 | - US: platyna                                  |
| 2000 | Lights Out - Data wydania: 19 grudnia 2000 - Wytwórnia: Cash Money, Universal (860911) - Format: CD, kaseta, digital download           | 16                | 2                 | –                 | –                 | –                 | - US: złoto                                    |
| 2002 | 500 Degreez - Data wydania: 23 lipca 2002 - Wytwórnia: Cash Money, Universal (060058) - Format: CD, digital download, LP                | 6                 | 1                 | *                 | –                 | –                 | - US: złoto                                    |
| 2004 | Tha Carter - Data wydania: 29 czerwca 2004 - Wytwórnia: Cash Money, Universal (000153702) - Format: CD, digital download, LP            | 5                 | 2                 | 1                 | –                 | –                 | - US: złoto                                    |
| 2005 | Tha Carter II - Data wydania: 6 grudnia 2005 - Wytwórnia: Cash Money, Universal (000512402) - Format: CD, digital download, LP          | 2                 | 1                 | 1                 | 26                | –                 | - US: platyna                                  |
| 2008 | Tha Carter III - Data wydania: 10 czerwca 2008 - Wytwórnia: Cash Money, Universal Motown (001197702) - Format: CD, digital download, LP | 1                 | 1                 | 1                 | 1                 | 23                | - US: 3× platyna - UK: złoto - CAN: 2× platyna |
| 2010 | Rebirth - Data wydania: 2 lutego 2010 - Wytwórnia: Young Money, Universal Motown (0012737) - Format: CD, digital download, LP           | 2                 | 1                 | 1                 | 5                 | 24                | - US: złoto                                    |
| 2010 | I Am Not a Human Being - Data wydania: 27 września 2010 - Label: Young Money, Universal Motown - Format: CD, digital download, LP       | 1                 | 1                 | 1                 | 4                 | 56                | - US: złoto                                    |
| 2011 | Tha Carter IV - Data wydania: 21 czerwca, 2011 - Wytwórnia: Young Money, Universal Motown - Format: CD, digital download, LP            | 1                 | 1                 | 1                 | 1                 | 8                 | - US: platyna                                  |
| 2013 | I Am Not Human Being II - Data wydania: 19 lutego, 2013 - Wytwórnia: Young Money, Universal Motown - Format: CD, digital download, LP   | 2                 | 2                 | 1                 | 5                 | 29                |                                                |

### Minialbumy
| Rok  | Tytuł | Najwyższa pozcyja | Najwyższa pozcyja | Najwyższa pozcyja | Najwyższa pozcyja |
| Rok  | Tytuł | U.S. 200          | U.S. R&B          | U.S. Rap          | U.S. Ind.         |
| ---- | --- | ----------------- | ----------------- | ----------------- | ----------------- |
| 2007 | The Leak - Data wydania: 25 grudnia 2007 - Wytwórnia: Cash Money (001167301) - Format: CD, digital download, LP | –                 | –                 | –                 | –                 |
| 2009 | Mr. Carter - Data wydania: 23 listopada 2009 - Wytwórnia: Cash Money - Format: CD, digital download, LP         | –                 | 60                | 23                | –                 |

### Wspólne albumy
| Rok  | Album | Najwyższa pozycja | Najwyższa pozycja | Najwyższa pozycja | Certyfikacje |
| Rok  | Album | U.S. 200          | U.S. R&B          | U.S. Rap          | Certyfikacje |
| ---- | --- | ----------------- | ----------------- | ----------------- | ------------ |
| 2006 | Like Father, Like Son (z Birdmanem) - Data wydania: 31 października 2006 - Wytwórnia: Cash Money, Universal (#0007563) - Format: CD, digital download, LP      | 3                 | 1                 | 1                 | - US: złoto  |
| 2009 | We Are Young Money (z Young Money Entertainment) - Data wydania: 21 grudnia 2009 - Label: Young Money, Universal (#0007563) - Format: CD, digital download, LP | 9                 | 3                 | 1                 | - US: złoto  |

### Mixtape’y
| Rok  | Tytuł | Najwyższa pozycja | Najwyższa pozycja | Najwyższa pozycja | Najwyższa pozycja |
| Rok  | Tytuł | U.S. 200          | U.S. R&B          | U.S. Rap          | U.S. Ind.         |
| ---- | --- | ----------------- | ----------------- | ----------------- | ----------------- |
| 2003 | Da Drought - Data wydania: 2003                                                                                            | –                 | –                 | –                 | –                 |
| 2004 | Da Drought 2 - Data wydania: 2004                                                                                          | –                 | –                 | –                 | –                 |
| 2004 | The Prefix - Data wydania: 2004                                                                                            | –                 | –                 | –                 | –                 |
| 2005 | The Suffix (z DJ Khaled) - Data wydania: 20 listopada 2005 - Format: CD, digital download                                  | –                 | –                 | –                 | –                 |
| 2006 | Dedication (z DJ Drama) - Data wydania: 17 kwietnia 2006 - Wytwórnia: On the Low - Format: CD, digital download            | –                 | 93                | –                 | –                 |
| 2006 | Dedication 2 (z DJ Drama) - Data wydania: 4 września 2006 - Wytwórnia: BCD - Format: CD, digital download                  | –                 | 69                | –                 | 30                |
| 2007 | Da Drought 3 - Data wydania: 2007 - Wytwórnia: Young Money Entertainment - Format: CD                                      | –                 | –                 | –                 | –                 |
| 2008 | Dedication 3 (z DJ Drama) - Data wydania: 16 grudnia 2008 - Wytwórnia: Aphilliates (#63278) - Format: CD, digital download | 111               | 28                | 9                 | 12                |
| 2009 | No Ceilings - Data wydania: 31 października 2009 - Format: digital download                                                | –                 | –                 | –                 | –                 |
| 201? | Dedication 4 (z DJ Drama) - Data wydania: 2011 - Format: digital download                                                  | –                 | –                 | –                 | –                 |

## Single

### Solowe
| Rok                                                           | Tytuł                                          | Najwyższa pozycja | Najwyższa pozycja | Najwyższa pozycja | Najwyższa pozycja | Najwyższa pozycja | Najwyższa pozycja | Najwyższa pozycja | Najwyższa pozycja | Najwyższa pozycja | Najwyższa pozycja | Certyfikacje                   | Album                  |
| Rok                                                           | Tytuł                                          | US                | US R&B            | US Rap            | AUS               | CAN               | GER               | IRL               | NZ                | SWE               | UK                | Certyfikacje                   | Album                  |
| ------------------------------------------------------------- | ---------------------------------------------- | ----------------- | ----------------- | ----------------- | ----------------- | ----------------- | ----------------- | ----------------- | ----------------- | ----------------- | ----------------- | ------------------------------ | ---------------------- |
| 1999                                                          | „Tha Block Is Hot” (featuring Juvenile & B.G.) | 72                | 24                | 27                | –                 | –                 | –                 | –                 | –                 | –                 | –                 |                                | Tha Block Is Hot       |
| 2000                                                          | „Respect Us” (featuring Juvenile)              | –                 | –                 | –                 | –                 | –                 | –                 | –                 | –                 | –                 | –                 |                                | Tha Block Is Hot       |
| 2000                                                          | „Get Off The Corner”                           | –                 | 88                | –                 | –                 | –                 | –                 | –                 | –                 | –                 | –                 |                                | Lights Out             |
| 2001                                                          | „Everything”                                   | –                 | 119               | –                 | –                 | –                 | –                 | –                 | –                 | –                 | –                 |                                | Lights Out             |
| 2001                                                          | „Shine” (featuring Birdman, Mickey & Mack 10)  | 96                | 39                | –                 | –                 | –                 | –                 | –                 | –                 | –                 | –                 |                                | Lights Out             |
| 2002                                                          | „Way of Life” (featuring Big Tymers & TQ)      | 71                | 23                | 16                | –                 | –                 | –                 | –                 | –                 | –                 | –                 |                                | 500 Degreez            |
| 2002                                                          | „Where You At”                                 | –                 | –                 | –                 | –                 | –                 | –                 | –                 | –                 | –                 | –                 |                                | 500 Degreez            |
| 2003                                                          | „Get Something” (featuring Mannie Fresh)       | –                 | 97                | –                 | –                 | –                 | –                 | –                 | –                 | –                 | –                 |                                | bez albumu             |
| 2004                                                          | „Bring It Back” (featuring Mannie Fresh)       | –                 | 47                | –                 | –                 | –                 | –                 | –                 | –                 | –                 | –                 |                                | Tha Carter             |
| 2004                                                          | „Go D.J.”                                      | 14                | 4                 | 3                 | –                 | –                 | –                 | –                 | –                 | –                 | –                 | - US: złoto                    | Tha Carter             |
| 2005                                                          | „Fireman”                                      | 32                | 15                | 10                | –                 | –                 | –                 | –                 | –                 | –                 | –                 | - US: platyna                  | Tha Carter II          |
| 2006                                                          | „Hustler Musik”                                | 87                | 26                | 16                | –                 | –                 | –                 | –                 | –                 | –                 | –                 | - US: platyna                  | Tha Carter II          |
| 2006                                                          | „Shooter” (featuring Robin Thicke)             | –                 | 97                | –                 | –                 | –                 | –                 | –                 | –                 | –                 | –                 |                                | Tha Carter II          |
| 2007                                                          | „Gossip”                                       | 115               | 109               | –                 | –                 | –                 | –                 | –                 | –                 | –                 | –                 |                                | The Leak               |
| 2007                                                          | „I’m Me”                                       | 97                | 63                | –                 | –                 | –                 | –                 | –                 | –                 | –                 | –                 | - US: złoto                    | The Leak               |
| 2008                                                          | „Lollipop” (featuring Static Major)            | 1                 | 1                 | 1                 | 32                | 10                | 22                | 28                | 3                 | 29                | 26                | - US: 5× platyna - NZ: platyna | Tha Carter III         |
| 2008                                                          | „A Milli”                                      | 6                 | 1                 | 1                 | –                 | 54                | –                 | –                 | –                 | –                 | 163               | - US: 2× platyna               | Tha Carter III         |
| 2008                                                          | „Got Money” (featuring T-Pain)                 | 10                | 7                 | 2                 | –                 | 30                | –                 | –                 | –                 | –                 | 108               | - US: 2× platyna               | Tha Carter III         |
| 2008                                                          | „Mrs. Officer” (featuring Bobby V & Kidd Kidd) | 16                | 5                 | 2                 | –                 | –                 | –                 | –                 | 12                | –                 | 57                | - US: platyna - NZ: złoto      | Tha Carter III         |
| 2009                                                          | „Prom Queen”                                   | 15                | 116               | –                 | –                 | 36                | –                 | –                 | –                 | –                 | 112               |                                | Rebirth                |
| 2009                                                          | „On Fire”                                      | 62                | 54                | 25                | –                 | –                 | –                 | –                 | –                 | –                 | 131               |                                | Rebirth                |
| 2009                                                          | „Drop the World” (featuring Eminem)            | 18                | –                 | –                 | 56                | 24                | –                 | 48                | –                 | –                 | 51                | - US: platyna                  | Rebirth                |
| 2010                                                          | „Right Above It” (featuring Drake)             | 6                 | 4                 | 1                 | 98                | 34                | –                 | –                 | –                 | –                 | 37                | - US: platyna                  | I Am Not a Human Being |
| 2010                                                          | „6 Foot 7 Foot” (featuring Cory Gunz)          | 9                 | 2                 | 2                 | –                 | 50                | –                 | –                 | –                 | –                 | 71                | - US: platyna                  | Tha Carter IV          |
| 2011                                                          | „John” (featuring Rick Ross)                   | 22                | 19                | 12                | –                 | 90                | –                 | –                 | –                 | –                 | –                 |                                | Tha Carter IV          |
| 2011                                                          | „How to Love”                                  | 12                | 27                | 18                | –                 | 82                | –                 | –                 | –                 | –                 | –                 |                                | Tha Carter IV          |
| „–” pozycja nie była notowana bądź nie otrzymała certyfikatu. |                                                |                   |                   |                   |                   |                   |                   |                   |                   |                   |                   |                                |                        |

### Inne notowane utwory
| Rok                                                           | Tytuł                                                       | Najwyższa pozycja | Najwyższa pozycja | Najwyższa pozycja | Najwyższa pozycja | Najwyższa pozycja | Certyfikacje | Album                                |
| Rok                                                           | Tytuł                                                       | US                | US R&B            | US Rap            | CAN               | UK                | Certyfikacje | Album                                |
| ------------------------------------------------------------- | ----------------------------------------------------------- | ----------------- | ----------------- | ----------------- | ----------------- | ----------------- | ------------ | ------------------------------------ |
| 2004                                                          | „Earthquake” (featuring Jazze Pha)                          | –                 | 117               | –                 | –                 | –                 |              | Tha Carter                           |
| 2006                                                          | „I’m a D-Boy” (featuring Birdman)                           | –                 | 30                | –                 | –                 | –                 |              | Tha Carter II                        |
| 2007                                                          | „Barry Bonds” (Kanye West featuring Lil Wayne)              | –                 | 124               | –                 | –                 | –                 |              | Graduation                           |
| 2007                                                          | „Hello Brooklyn 2.0" (Jay-Z featuring Lil Wayne)            | –                 | 105               | –                 | –                 | –                 |              | American Gangster                    |
| 2008                                                          | „You Ain’t Got Nuthin” (featuring Fabolous & Juelz Santana) | 81                | –                 | –                 | 81                | –                 |              | Tha Carter III                       |
| 2008                                                          | „3 Peat”                                                    | 66                | –                 | –                 | –                 | –                 |              | Tha Carter III                       |
| 2008                                                          | „Mr. Carter” (featuring Jay-Z)                              | 62                | 27                | 13                | –                 | –                 |              | Tha Carter III                       |
| 2008                                                          | „Comfortable” (featuring Babyface)                          | –                 | 72                | –                 | –                 | –                 |              | Tha Carter III                       |
| 2008                                                          | „Tie My Hands” (featuring Robin Thicke)                     | –                 | 103               | –                 | –                 | –                 |              | Tha Carter III                       |
| 2008                                                          | „La La” (featuring Brisco & Busta Rhymes)                   | –                 | 106               | –                 | –                 | –                 |              | Tha Carter III                       |
| 2008                                                          | „See You In My Nightmares” (Kanye West featuring Lil Wayne) | 21                | –                 | –                 | 22                | 111               |              | 808s & Heartbreak                    |
| 2008                                                          | „Last of a Dying Breed” (Ludacris featuring Lil Wayne)      | 65                | –                 | –                 | –                 | –                 |              | Theater of the Mind                  |
| 2009                                                          | „Kobe Bryant”                                               | –                 | 119               | –                 | –                 | –                 |              | bez albumu                           |
| 2009                                                          | „Hot Revolver” (featuring Dre)                              | 33                | –                 | –                 | 54                | 132               |              | bez albumu                           |
| 2009                                                          | „I Get Crazy” (Nicki Minaj featuring Lil Wayne)             | –                 | 37                | 20                | –                 | –                 |              | Beam Me Up Scotty                    |
| 2009                                                          | „I’m Goin’ In” (Drake featuring Lil Wayne & Young Jeezy)    | 40                | 28                | 11                | –                 | –                 |              | So Far Gone                          |
| 2010                                                          | „Fuck Today” (featuring Gudda Gudda)                        | 76                | –                 | –                 | –                 | –                 |              | Non-album single                     |
| 2010                                                          | „American Star” (featuring Shanell)                         | 91                | –                 | –                 | –                 | –                 |              | Rebirth                              |
| 2010                                                          | „Knockout” (featuring Nicki Minaj)                          | 44                | –                 | –                 | –                 | –                 | - US: złoto  | Rebirth                              |
| 2010                                                          | „I’m Single”                                                | 82                | 38                | 23                | –                 | –                 |              | No Ceilings & I Am Not a Human Being |
| 2010                                                          | „Bill Gates”                                                | 75                | –                 | –                 | –                 | –                 |              | I Am Not a Human Being               |
| 2010                                                          | „Gonorrhea” (featuring Drake)                               | 17                | –                 | –                 | 86                | –                 |              | I Am Not a Human Being               |
| 2010                                                          | „What’s Wrong With Them” (featuring Nicki Minaj)            | 42                | –                 | –                 | 45                | 83                |              | I Am Not a Human Being               |
| 2010                                                          | „I Am Not a Human Being”                                    | 65                | –                 | –                 | –                 | –                 |              | I Am Not a Human Being               |
| 2010                                                          | „Hold Up” (featuring T-Streets)                             | 102               | –                 | –                 | –                 | –                 |              | I Am Not a Human Being               |
| 2010                                                          | „That Ain’t Me” (featuring Jay Sean)                        | 105               | –                 | –                 | –                 | 196               |              | I Am Not a Human Being               |
| 2010                                                          | „With You” (featuring Drake)                                | 111               | –                 | –                 | –                 | –                 |              | I Am Not a Human Being               |
| 2010                                                          | „Popular” (featuring Lil Twist)                             | 113               | –                 | –                 | –                 | –                 |              | I Am Not a Human Being               |
| „–” pozycja nie była notowana bądź nie otrzymała certyfikatu. |                                                             |                   |                   |                   |                   |                   |              |                                      |

### Wspólne single
| Rok  | Tytuł                                                          | Najwyższa pozcyja | Najwyższa pozcyja | Najwyższa pozcyja | Certyfikacje     | Album                 |
| Rok  | Tytuł                                                          | US                | US R&B            | US Rap            | Certyfikacje     | Album                 |
| ---- | -------------------------------------------------------------- | ----------------- | ----------------- | ----------------- | ---------------- | --------------------- |
| 2000 | „Project Chick” (z Cash Money Millionaires)                    | 47                | 17                | –                 |                  | Baller Blockin'       |
| 2001 | „Hardball” (z Bow Wow, Lil' Zane, & Sammie)                    | –                 | 77                | –                 |                  | Hardball              |
| 2006 | "Stuntin' Like My Daddy" (z Birdman)                           | 21                | 7                 | 5                 | - US: platyna    | Like Father, Like Son |
| 2006 | „Leather So Soft” (z Birdman)                                  | 118               | 41                | 16                | - US: platyna    | Like Father, Like Son |
| 2007 | „Know What I’m Doin'” (z Birdman featuring T-Pain & Rick Ross) | –                 | 58                | 22                |                  | Like Father, Like Son |
| 2007 | „You Ain’t Know” (z Birdman)                                   | –                 | 56                | –                 |                  | Like Father, Like Son |
| 2009 | "Every Girl" (z Young Money)                                   | 10                | 2                 | 2                 | - US: złoto      | We Are Young Money    |
| 2009 | "Bedrock" (z Young Money featuring Lloyd)                      | 2                 | 2                 | 1                 | - US: 3× platyna | We Are Young Money    |
| 2010 | "Roger That” (z Young Money)                                   | 56                | 15                | 6                 |                  | We Are Young Money    |
| 2010 | „We Are the World 25 for Haiti” (z artystami dla Haiti)        | 2                 | –                 | –                 |                  | bez albumu            |

### Gościnnie
| Rok  | Tytuł                                                                                      | Najwyższa pozycja | Najwyższa pozycja | Najwyższa pozycja | Najwyższa pozycja | Certyfikacje     | Album                                     |
| Rok  | Tytuł                                                                                      | US                | US R&B            | US Rap            | CAN               | Certyfikacje     | Album                                     |
| ---- | ------------------------------------------------------------------------------------------ | ----------------- | ----------------- | ----------------- | ----------------- | ---------------- | ----------------------------------------- |
| 1999 | „Back That Azz Up” (Juvenile featuring Lil Wayne & Mannie Fresh)                           | 19                | 5                 | 9                 | –                 |                  | 400 Degreez                               |
| 1999 | "Bling Bling” (B.G. featuring Lil Wayne, Turk & Big Tymers)                                | 36                | 13                | 10                | –                 |                  | Chopper City in the Ghetto                |
| 2000 | „#1 Stunna” (Big Tymers featuring Lil Wayne & Juvenile)                                    | 105               | 24                | –                 | –                 |                  | I Got That Work                           |
| 2002 | „Neva Get Enuf” (3LW featuring Lil Wayne)                                                  | –                 | 118               | –                 | –                 |                  | A Girl Can Mack                           |
| 2004 | "Soldier” (Destiny’s Child featuring T.I. & Lil Wayne)                                     | 3                 | 3                 | –                 | –                 | - US: platyna    | Destiny Fulfilled                         |
| 2004 | "Get Your Shine On" (Birdman featuring Lil Wayne)                                          | –                 | 65                | –                 | –                 |                  | Fast Money                                |
| 2004 | „Neck of the Woods” (Birdman featuring Lil Wayne)                                          | –                 | 71                | –                 | –                 |                  | Fast Money                                |
| 2005 | „Hot Girls” (Lil' Mo featuring Lil Wayne)                                                  | –                 | 28                | –                 | –                 |                  | Syndicated: The Lil’ Mo Hour              |
| 2005 | „Don't Trip” (Trina featuring Lil Wayne)                                                   | –                 | 74                | –                 | –                 |                  | Glamorest Life                            |
| 2006 | "Gimme That" (Chris Brown featuring Lil Wayne)                                             | 15                | 5                 | –                 | –                 | - US: złoto      | Chris Brown                               |
| 2006 | "Holla at Me" (DJ Khaled featuring Lil Wayne, Paul Wall, Fat Joe, Rick Ross & Pitbull)     | 59                | 24                | 15                | –                 |                  | Listennn... the Album                     |
| 2006 | „You Know What” (Avant Featuring Lil Wayne)                                                | –                 | 58                | –                 | –                 |                  | Director                                  |
| 2006 | „Touch It or Not” (Cam’ron featuring Lil Wayne)                                            | –                 | 62                | –                 | –                 |                  | Killa Season                              |
| 2006 | "Where da Cash At" (Curren$y featuring Lil Wayne & Remy Ma)                                | –                 | 73                | –                 | –                 |                  | Dedication 2                              |
| 2006 | „Make It Rain” (Fat Joe featuring Lil Wayne)                                               | 13                | 6                 | 2                 | –                 | - US: platyna    | Me, Myself & I                            |
| 2006 | "Hollywood Divorce" (OutKast featuring Lil Wayne & Snoop Dogg)                             | –                 | 120               | –                 | –                 |                  | Idlewild                                  |
| 2006 | "You” (Lloyd featuring Lil Wayne)                                                          | 9                 | 1                 | –                 | –                 |                  | Street Love                               |
| 2007 | „We Takin’ Over” (DJ Khaled featuring Akon, T.I., Rick Ross, Fat Joe, Birdman & Lil Wayne) | 28                | 26                | 11                | 92                |                  | We the Best                               |
| 2007 | "Lock U Down" (Mýa featuring Lil Wayne)                                                    | –                 | 101               | –                 | –                 |                  | Liberation                                |
| 2007 | „Pop Bottles” (Birdman featuring Lil Wayne)                                                | 38                | 15                | 6                 | –                 | - US: platyna    | 5 ★ Stunna                                |
| 2007 | "9mm” (David Banner featuring Akon, Lil Wayne & Snoop Dogg)                                | –                 | 66                | –                 | –                 |                  | The Greatest Story Ever Told              |
| 2007 | „Duffle Bag Boy” (Playaz Circle featuring Lil Wayne)                                       | 15                | 4                 | 2                 | –                 | - US: platyna    | Supply & Demand                           |
| 2007 | "Uh-Ohhh!” (Ja Rule featuring Lil Wayne)                                                   | –                 | 69                | –                 | –                 |                  | The Mirror                                |
| 2007 | „Whip Game Proper” (Twista featuring Lil Wayne)                                            | –                 | 109               | –                 | –                 |                  | Adrenaline Rush 2007                      |
| 2007 | „Sweetest Girl (Dollar Bill)” (Wyclef Jean featuring Niia, Akon & Lil Wayne)               | 12                | 110               | –                 | 14                | - US: platyna    | Carnival Vol. II: Memoirs of an Immigrant |
| 2007 | „Screwed Up” (Trae featuring Lil Wayne)                                                    | –                 | 71                | –                 | –                 |                  | Life Goes On                              |
| 2007 | „The Crackhouse” (Fat Joe featuring Lil Wayne)                                             | –                 | –                 | –                 | –                 |                  | The Elephant in the Room                  |
| 2007 | "100 Million" (Birdman featuring DJ Khaled, Rick Ross, Dre, Young Jeezy & Lil Wayne)       | 118               | 69                | –                 | –                 |                  | 5 * Stunna                                |
| 2008 | "Push” (Enrique Iglesias featuring Lil Wayne)                                              | –                 | –                 | –                 | –                 |                  | Insomniac                                 |
| 2008 | "Love in This Club Part II” (Usher featuring Beyoncé & Lil Wayne)                          | 18                | 7                 | –                 | 69                | - US: złoto      | Here I Stand                              |
| 2008 | „Girls Around the World” (Lloyd featuring Lil Wayne)                                       | 64                | 13                | –                 | –                 |                  | Lessons in Love                           |
| 2008 | „Luxury Tax” (Rick Ross featuring Lil Wayne, Trick Daddy & Young Jeezy)                    | 103               | –                 | –                 | –                 |                  | Trilla                                    |
| 2008 | „I Run This” (Birdman featuring Lil Wayne)                                                 | 110               | 79                | 25                | –                 |                  | 5 * Stunna                                |
| 2008 | „Ya Heard Me” (B.G. feat. Juvenile, Lil Wayne, Turk & Trey Songz)                          | –                 | –                 | –                 | –                 |                  | Too Hood 2 Be Hollywood                   |
| 2008 | „Haterz” (Glasses Malone featuring Birdman & Lil Wayne)                                    | –                 | –                 | –                 | –                 |                  | Beach Cruiser                             |
| 2008 | "My Life” (The Game featuring Lil Wayne)                                                   | 21                | 15                | 4                 | 42                |                  | L.A.X.                                    |
| 2008 | „Can’t Believe It” (T-Pain featuring Lil Wayne)                                            | 7                 | 2                 | –                 | 70                | - US: platyna    | Thr33 Ringz                               |
| 2008 | "Let It Rock” (Kevin Rudolf featuring Lil Wayne)                                           | 5                 | 122               | –                 | 2                 | - US: 3× platyna | In the City                               |
| 2008 | „I Got My” (Static Major featuring Lil Wayne)                                              | –                 | 98                | –                 | –                 |                  | Suppertime                                |
| 2008 | „Shawty Say” (David Banner featuring Lil Wayne)                                            | 110               | 53                | 25                | –                 |                  | The Greatest Story Ever Told              |
| 2008 | „Damn I’m Cold” (Bun B featuring Lil Wayne)                                                | –                 | 86                | –                 | –                 |                  | II Trill                                  |
| 2008 | „Official Girl” (Cassie featuring Lil Wayne)                                               | –                 | –                 | –                 | –                 |                  | bez albumu                                |
| 2008 | „Swagga Like Us” (T.I. featuring Kanye West, Jay-Z & Lil Wayne)                            | 5                 | 11                | 4                 | 19                |                  | Paper Trail                               |
| 2008 | „Cuddy Buddy” (Mike Jones featuring T-Pain, Lil Wayne & Twista)                            | 76                | 32                | 16                | –                 |                  | The Voice                                 |
| 2008 | "Just Know Dat" (Brisco featuring Lil Wayne)                                               | –                 | 113               | –                 | –                 |                  | Street Medicine                           |
| 2008 | „I’m So Paid” (Akon featuring Lil Wayne Young Jeezy)                                       | 31                | 47                | –                 | 41                | - US: platyna    | Freedom                                   |
| 2008 | "Lost” (Gorilla Zoe featuring Lil Wayne)                                                   | 71                | 29                | 10                | –                 |                  | Don’t Feed da Animals                     |
| 2008 | „All My Life (In the Ghetto)” (Jay Rock featuring Lil Wayne)                               | –                 | 110               | –                 | –                 |                  | Follow Me Home                            |
| 2008 | "Turnin’ Me On” (Keri Hilson featuring Lil Wayne)                                          | 15                | 2                 | –                 | 80                |                  | In a Perfect World...                     |
| 2008 | "Make a Toast" (Dolla featuring Lil Wayne)                                                 | –                 | 125               | –                 | –                 |                  | A Dolla and a Dream                       |
| 2009 | „Number 1" (Jamie Foxx featuring Lil Wayne)                                                | –                 | 107               | –                 | –                 |                  | Intuition                                 |
| 2009 | "Unstoppable” (Kat DeLuna featuring Lil Wayne)                                             | –                 | –                 | –                 | 80                |                  | Inside Out & Confessions of a Shopaholic  |
| 2009 | „Always Strapped” (Birdman featuring Lil Wayne)                                            | 54                | 10                | 5                 | –                 |                  | Pricele$                                  |
| 2009 | „Supplier” (Shawty Lo featuring Trey Songz & Lil Wayne)                                    | –                 | 108               | –                 | –                 |                  | I Am Carlos                               |
| 2009 | „Different Girls” (Nu Jerzey Devil featuring Lil Wayne)                                    | –                 | 114               | –                 | –                 |                  | Mr. Red Karpet                            |
| 2009 | „Respect My Conglomerate” (Busta Rhymes featuring Lil Wayne & Jadakiss)                    | –                 | 82                | –                 | –                 |                  | Back on My B.S. & The Last Kiss           |
| 2009 | "So Good” (Electrik Red featuring Lil Wayne)                                               | –                 | 60                | –                 | –                 |                  | How to Be a Lady: Volume 1                |
| 2009 | „Maybach Music 2” (Rick Ross featuring T-Pain, Kanye West & Lil Wayne)                     | 92                | 54                | –                 | –                 |                  | Deeper Than Rap                           |
| 2009 | "Down” (Jay Sean featuring Lil Wayne)                                                      | 1                 | 106               | –                 | 3                 | - US: 3× platyna | All or Nothing                            |
| 2009 | "Successful” (Drake featuring Trey Songz & Lil Wayne)                                      | 17                | 3                 | 2                 | –                 |                  | So Far Gone                               |
| 2009 | "Forever” (Drake featuring Kanye West, Lil Wayne & Eminem)                                 | 8                 | 2                 | 1                 | 26                |                  | More Than a Game                          |
| 2009 | „Money to Blow” (Birdman featuring Drake & Lil Wayne)                                      | 26                | 2                 | 2                 | –                 |                  | Pricele$                                  |
| 2009 | „Heard 'Em All” (Amerie featuring Lil Wayne)                                               | –                 | 91                | –                 | –                 |                  | In Love & War                             |
| 2009 | „I Can Transform Ya” (Chris Brown featuring Lil Wayne & Swizz Beatz)                       | 20                | 11                | –                 | 54                |                  | Graffiti                                  |
| 2009 | „Give It Up to Me” (Shakira featuring Lil Wayne)                                           | 29                | –                 | –                 | 32                | - US: złoto      | She Wolf                                  |
| 2009 | „South Side” (Birdman featuring Lil Wayne)                                                 | –                 | 108               | –                 | –                 |                  | bez albumu                                |
| 2009 | "So Sharp" (Mack 10 featuring Jim Jones & Lil Wayne)                                       | –                 | 80                | –                 | –                 |                  | Soft White                                |
| 2009 | „4 My Town (Play Ball)” (Birdman featuring Drake & Lil Wayne)                              | 90                | 37                | 17                | –                 |                  | Pricele$                                  |
| 2009 | "Revolver” (Madonna featuring Lil Wayne)                                                   | –                 | –                 | –                 | 47                |                  | Celebration                               |
| 2009 | „Women Lie, Men Lie” (Yo Gotti featuring Lil Wayne)                                        | 81                | 22                | 12                | –                 |                  | Live from the Kitchen                     |
| 2010 | „I Made It (Cash Money Heroes)” (Kevin Rudolf featuring Birdman, Jay Sean & Lil Wayne)     | 21                | –                 | –                 | 44                | - US: platyna    | To the Sky                                |
| 2010 | „Miss Me” (Drake featuring Lil Wayne)                                                      | 15                | 3                 | 2                 | 73                | - US: złoto      | Thank Me Later                            |
| 2010 | „On the Wall” (Brisco featuring Lil Wayne)                                                 | –                 | 89                | –                 | –                 |                  | Street Medicine                           |
| 2010 | "Loyalty” (Birdman featuring Lil Wayne & Tyga)                                             | –                 | 61                | –                 | –                 |                  | Bigger Than Life                          |
| 2010 | „No Love” (Eminem featuring Lil Wayne)                                                     | 23                | 59                | 9                 | 24                |                  | Recovery                                  |
| 2010 | „Fire Flame” (Birdman featuring Lil Wayne)                                                 | 64                | 28                | 14                | 71                |                  | Bigger Than Life                          |
| 2011 | „Welcome to My Hood” (DJ Khaled featuring Rick Ross, Plies, Lil Wayne & T-Pain)            | 79                | 30                | 14                | –                 |                  | We the Best Forever                       |
| 2011 | "Look at Me Now” (Chris Brown featuring Lil Wayne & Busta Rhymes)                          | 6                 | 1                 | 1                 | 52                |                  | F.A.M.E.                                  |
| 2011 | „Bow Chicka Wow Wow” (Mike Posner featuring Lil Wayne)                                     | 30                | –                 | –                 | –                 |                  | 31 Minutes to Takeoff                     |
| 2011 | "Hit the Lights” (Jay Sean featuring Lil Wayne)                                            | 18                | –                 | –                 | 68                |                  | Freeze Time                               |
| 2011 | "Someone to Love Me (Naked)" (Mary J. Blige featuring Diddy & Lil Wayne)                   | –                 | 28                | –                 | –                 |                  | My Life II, The Journey Continues         |
| 2011 | "Motivation” (Kelly Rowland featuring Lil Wayne)                                           | 21                | 1                 | –                 | –                 |                  | Here I Am                                 |
| 2011 | "Red Nation" (Game featuring Lil Wayne)                                                    | 62                | –                 | –                 | –                 |                  | The R.E.D. Album                          |
| 2011 | „I Get Money” (Birdman featuring Lil Wayne, Mack Maine, & T-Pain)                          | –                 | 65                | –                 | –                 |                  | Bigger Than Life                          |
| 2011 | „9 Piece” (Rick Ross featuring Lil Wayne)                                                  | 61                | 36                | 23                | –                 |                  | God Forgives, I Don’t                     |
| 2011 | „Ballin'” (Young Jeezy featuring Lil Wayne)                                                | 57                | 35                | –                 | –                 |                  | Thug Motivation 103                       |
| 2011 | „I’m on One” (DJ Khaled featuring Drake, Rick Ross, & Lil Wayne)                           | 10                | 7                 | 7                 | 67                |                  | We the Best Forever                       |
| 2011 | „I’m Into You” (Jennifer Lopez featuring Lil Wayne)                                        | 72                | 79                | –                 | 58                |                  | Love?                                     |
| 2011 | „Dirty Dancer” (Enrique Iglesias & Usher featuring Lil Wayne)                              | 18                | –                 | –                 | 15                |                  | Euphoria & Versus                         |

## Występy gościnne
| Rok  | Utwór                                                                                                  | Artysta              | Album                                                    |
| ---- | --- | -------------------- | -------------------------------------------------------- |
| 1995 | „From tha 13th to tha 17th” (featuring Lil Wayne)                                                      | B.G.                 | True Story                                               |
| 1995 | „Fuck Big Boy” (featuring Lil Wayne)                                                                   | B.G.                 | True Story                                               |
| 1995 | „Thrill B.G.” (featuring Lil Wayne)                                                                    | B.G.                 | True Story                                               |
| 1997 | "Hide Out Or Ride Out" (featuring Lil Wayne & Turk)                                                    | Juvenile             | Solja Rags                                               |
| 1997 | „Ride 2'Night” (featuring Lil Wayne, Keisha, Turk & Bulletproof)                                       | B.G.                 | It's All on U, Vol. 1                                    |
| 1997 | „Fuck Theze Hoez” (featuring Lil Wayne)                                                                | B.G.                 | It's All on U, Vol. 1                                    |
| 1998 | „Playboy (Don’t Hate Me)” (featuring Lil Wayne & Bun B)                                                | Big Tymers           | How You Luv That                                         |
| 1998 | „Tear It Up” (featuring B.G. & Lil Wayne)                                                              | Big Tymers           | How You Luv That                                         |
| 1998 | „Cutlass, Monte Carlo’s & Regals” (featuring Lil Wayne & Juvenile)                                     | Big Tymers           | How You Luv That                                         |
| 1998 | „Millionaire Dream” (featuring Lil Wayne & Lac)                                                        | Big Tymers           | How You Luv That                                         |
| 1998 | „Top Of The Line Nigga” (featuring Lil Wayne)                                                          | Big Tymers           | How You Luv That                                         |
| 1998 | „Suga & Pac, Puff & Big (6 Fig)” (featuring B.G. & Lil Wayne)                                          | Big Tymers           | How You Luv That                                         |
| 1998 | „Drivin’ Em” (featuring Larell & Lil Wayne)                                                            | Big Tymers           | How You Luv That                                         |
| 1998 | „Tell Me”                                                                                              | Big Tymers           | How You Luv That Vol. 2                                  |
| 1999 | „Stun’n” (Remix) (featuring Lil Wayne & Paparue)                                                       | Big Tymers           | How You Luv That Vol. 2                                  |
| 1999 | „G-Code” (featuring Lil Wayne)                                                                         | Juvenile             | Tha G-Code                                               |
| 1999 | „Lil Boyz” (featuring Lil Wayne & Big Tymers)                                                          | Juvenile             | Tha G-Code                                               |
| 1999 | „Get It Right” (featuring Lil Wayne & B.G.)                                                            | Juvenile             | Tha G-Code                                               |
| 1999 | "Look at Me" (featuring Lil Wayne, B.G., Juvenile & Birdman)                                           | E-40                 | Charlie Hustle: The Blueprint of a Self-Made Millionaire |
| 1999 | "Hypnotize Cash Money" (featuring B.G., Juvenile, Lil Wayne, Birdman & Turk)                           | Three 6 Mafia        |                                                          |
| 1999 | „For My” (featuring Lil Wayne)                                                                         | Nelly                | Country Grammar                                          |
| 2001 | „All Night” (featuring Lil Wayne)                                                                      | Turk                 | Young & Thuggin'                                         |
| 2003 | „Southern Boy” (featuring Lil Wayne & Bun B)                                                           | Big Tymers           | Big Money Heavyweight                                    |
| 2003 | "This Goes Out" (featuring Nelly, Roscoe, Cardan, Lil Jon & Lil Wayne)                                 | Murphy Lee           | Murphy’s Law                                             |
| 2004 | „Trance” (featuring Lil Wayne)                                                                         | Lloyd                | Southside                                                |
| 2004 | „Lady Lady” (featuring Lil Wayne & R. Kelly)                                                           | Mannie Fresh         | The Mind of Mannie Fresh                                 |
| 2004 | „26's” (featuring Lil Wayne)                                                                           | Chingy               | Powerballin'                                             |
| 2004 | „Stand Up” (featuring Lil Jon, Trick Daddy & Lil Wayne)                                                | T.I.                 | Urban Legend                                             |
| 2004 | „Hot Girls” (featuring Lil Wayne)                                                                      | Lil Mo               | Syndicated: The Lil’ Mo Hour                             |
| 2005 | „March ‘n’ Step” (featuring Lil Wayne & Grit Boys)                                                     | Paul Wall            | The Peoples Champ                                        |
| 2005 | „You Don’t Have to Cry” (featuring Lil Wayne)                                                          | Ms. Dynamite         | Judgement Days                                           |
| 2005 | „4 Flat Tires” (featuring Birdman, Lil Wayne & Shot)                                                   | Miri Ben-Ari         | The Hip-Hop Violinist                                    |
| 2005 | „Byrd Call” (featuring Cam’ron & Lil Wayne)                                                            | JR Writer            | History in the Making                                    |
| 2005 | „I Got Dem” (featuring Lil Wayne & Birdman)                                                            | Yo Gotti             | Back 2 da Basics                                         |
| 2005 | „6 Minutes” (featuring Lil Wayne & Fabolous)                                                           | Cassidy              | I’m a Hustla                                             |
| 2005 | „Fly as the Sky” (featuring Lil Wayne & Rasaq)                                                         | Chamillionaire       | The Sound of Revenge                                     |
| 2005 | "I’m with Whateva" (featuring Jim Jones, Lil Wayne & Juelz Santana)                                    | The Notorious B.I.G. | Duets: The Final Chapter                                 |
| 2005 | „Make It Work for You” (featuring Young Jeezy & Lil Wayne)                                             | Juelz Santana        | What the Game’s Been Missing!                            |
| 2005 | „I’m a G” (featuring Lil Wayne & Brisco)                                                               | Rick Ross            | Port of Miami                                            |
| 2006 | „MIA” (featuring Lil Wayne)                                                                            | DJ Khaled            | Listennn... The Album                                    |
| 2006 | „C.O.L.O.U.R.S.” (featuring Lil Wayne & Pimp C)                                                        | Fonzworth Bentley    | C.O.L.O.U.R.S.                                           |
| 2006 | „Weather Man” (featuring Lil Wayne & Stack Bundles)                                                    | Jim Jones            | Hustler’s P.O.M.E. (Product of My Environment)           |
| 2006 | „All Night Long” (featuring Lil Wayne)                                                                 | Robin Thicke         | The Evolution of Robin Thicke                            |
| 2006 | „4 Corners” (featuring Lil Scrappy, Pimp C, Short Dawg & Lil Wayne)                                    | Bow Wow              | The Price of Fame                                        |
| 2007 | „My House” (featuring Lil Wayne)                                                                       | Curren$y             |                                                          |
| 2007 | „Step Back” (featuring Lil Wayne)                                                                      | Freeway              |                                                          |
| 2007 | "Brown Paper Bag" (featuring Young Jeezy, Juelz Santana, Rick Ross, Lil Wayne, Fat Joe & Dre)          | DJ Khaled            | We the Best                                              |
| 2007 | „Make That Money” (featuring Lil Wayne)                                                                | Chingy               | Love It or Hate It                                       |
| 2007 | „Clear the Scene” (featuring Lil Wayne & Rick Ross)                                                    | Ransom               |                                                          |
| 2007 | „Rock Star” (featuring Lil Wayne)                                                                      | Chamillionaire       | Ultimate Victory                                         |
| 2007 | „'S’ on My Chest” (featuring Lil Wayne & Birdman)                                                      | DJ Khaled            | We the Best                                              |
| 2007 | "Man of the Year" (featuring Lil Wayne & Flo-Rida)                                                     | Brisco               | Brisco & Flo-Rida Present: Money Right                   |
| 2007 | „Gimme Whatcha Got” (featuring Lil Wayne)                                                              | Chris Brown          | Exclusive                                                |
| 2007 | „Million Dollar Baby” (featuring Lil Wayne)                                                            | DJ Drama             | Gangsta Grillz                                           |
| 2007 | „Breakin’ My Heart” (featuring Lil Wayne)                                                              | Little Brother       | Getback                                                  |
| 2007 | „Believe Dat” (featuring Lil Wayne)                                                                    | Birdman              | 5 ★ Stunna                                               |
| 2007 | „So Tired” (featuring Lil Wayne)                                                                       | Birdman              | 5 ★ Stunna                                               |
| 2007 | „Grind” (featuring Lil Wayne & Brisco)                                                                 | Birdman              | 5 ★ Stunna                                               |
| 2007 | „Make Way” (featuring Lil Wayne & Fat Joe)                                                             | Birdman              | 5 ★ Stunna                                               |
| 2007 | „Lil’ Girl Gone” (featuring Lil Wayne & Bun B)                                                         | Devin the Dude       | Waitin' to Inhale                                        |
| 2007 | „Looking at the Game” (featuring Lil Wayne & Stack Bundles)                                            | Jim Jones            | Harlem's American Gangster                               |
| 2007 | „All on You” (featuring Lil Wayne)                                                                     | Kelly Rowland        | Ms. Kelly                                                |
| 2007 | „Swag” (featuring Pusha T & Lil Wayne)                                                                 | Kardinal Offishall   |                                                          |
| 2007 | „Gettin’ It” (featuring Lil Wayne)                                                                     | The Cool Kids        | That’s Stupid!                                           |
| 2008 | „Doin’ Bad” (featuring Lil Wayne)                                                                      | Jay Rock             | Follow Me Home                                           |
| 2008 | „This Girl” (featuring Jim Jones Lil Wayne)                                                            | Freekey Zekey        |                                                          |
| 2008 | „Rock Bottom” (featuring Lil Wayne)                                                                    | Pleasure P           | The Introduction of Marcus Cooper                        |
| 2008 | „American Superstar” (featuring Lil Wayne)                                                             | Flo Rida             | Mail on Sunday                                           |
| 2008 | „Damn I’m Cold” (featuring Lil Wayne)                                                                  | Bun B                | II Trill                                                 |
| 2008 | „Tiffany Blews” (featuring Lil Wayne & Alex DeLeon)                                                    | Fall Out Boy         | Folie à Deux                                             |
| 2008 | „Stunt When I See You” (featuring Lil Wayne)                                                           | Bow Wow              | New Jack City Part 2                                     |
| 2008 | „Your Smile” (featuring Lil Wayne)                                                                     | Bobby V              | The Rebirth                                              |
| 2008 | „I Gotcha” (featuring Lil Wayne)                                                                       | Cory Gunz            | The Militia: The Call of Duty                            |
| 2008 | „Paradise” (featuring Lil Wayne)                                                                       | Young Chris          |                                                          |
| 2008 | „The Morgue” (featuring Lil Wayne)                                                                     | Young Chris          |                                                          |
| 2008 | „Girlfriend Ringtone” (featuring Lil Wayne)                                                            | Sean Garrett         | Turbo 919                                                |
| 2008 | „I Am” (featuring Lil Wayne)                                                                           | Tyga                 | No Introduction                                          |
| 2008 | „Pimpin'” (featuring Lil Wayne)                                                                        | BWS                  |                                                          |
| 2008 | „Throw It Up” (featuring Lil Wayne & Ludacris)                                                         | Busta Rhymes         | Back on My B.S.                                          |
| 2008 | „Crazy” (featuring Lil Wayne)                                                                          | All Star             | Cash Money Laundering                                    |
| 2008 | „Don’t Tell Me It’s Over” (featuring Lil Wayne & Dre)                                                  | Gym Class Heroes     | The Quilt                                                |
| 2008 | „Real Shit” (featuring Lil Wayne)                                                                      | Kidd Kidd            |                                                          |
| 2008 | „Forget About Me” (featuring Lil Wayne & Bun B)                                                        | Scarface             | Emeritus                                                 |
| 2008 | „I’m a Boss” (featuring Paul Wall & Lil Wayne)                                                         | Young Life           |                                                          |
| 2008 | "Jackin’ Swagga from Us" (featuring Lil Wayne, NOE & Twista)                                           | Jim Jones            | Pray IV Reign                                            |
| 2008 | „Death Wish” (featuring Lil Wayne)                                                                     | Jadakiss             | The Last Kiss                                            |
| 2008 | „Throw It Back” (featuring Lil Wayne)                                                                  | Mack Maine           | This Is Just a Mixtape                                   |
| 2008 | „In This Club” (featuring Lil Wayne)                                                                   | Swizz Beatz          | Life After the Party                                     |
| 2008 | „I Can’t Miss” (featuring Lil Wayne)                                                                   | Surf Club            |                                                          |
| 2008 | „Speechless” (featuring Lil Wayne)                                                                     | Razah                | Razah                                                    |
| 2008 | „Winding on Me” (featuring Lil Wayne & Ron Brownz)                                                     | Fat Joe              | Jealous Ones Still Envy 2 (J.O.S.E. 2)                   |
| 2008 | „Stand Up” (featuring Lil Wayne)                                                                       | Lil Scrappy          | The Grustle                                              |
| 2009 | „Breaktime” (featuring Lil Wayne)                                                                      | Tyga                 | Outraged and Underaged                                   |
| 2009 | „Thank You” (featuring Lil Wayne & Mack Maine)                                                         | Jae Millz            | Zone Out Season 2                                        |
| 2009 | „Pleaser” (featuring Lil Wayne)                                                                        | Jae Millz            | Zone Out Season 2                                        |
| 2009 | „Swagger From Us”                                                                                      | Jim Jones            | Jockin’ Jim Jones                                        |
| 2009 | „See It For Yourself” (featuring Lil Wayne)                                                            | Jim Jones            | Jockin’ Jim Jones                                        |
| 2009 | „This Girl” (featuring Freekey Zekey & Lil Wayne)                                                      | Jim Jones            | Jockin’ Jim Jones                                        |
| 2009 | „Just Lean”                                                                                            | Jim Jones            | The Free Album                                           |
| 2009 | „Roll Call” (featuring Lil Wayne & Ciara)                                                              | Lil Jon              | Crunk Rock                                               |
| 2009 | „Rock Star” (featuring Lil Wayne)                                                                      | Skull Gang           | Skull Gang                                               |
| 2009 | „Gorilla City” (featuring Lil Wayne & Ceto)                                                            | B.G.                 | Too Hood 2 Be Hollywood                                  |
| 2009 | „AK-47” (featuring Lil Wayne)                                                                          | Mack Maine           |                                                          |
| 2009 | „I’m at War” (featuring Lil Wayne)                                                                     | Sean Kingston        | Tomorrow                                                 |
| 2009 | „Colorful Clothes” (featuring Birdman, Kardinal Offishall, Lil Wayne, Joe Young, Hunt, Wes Fif & Trae) | DJ Yoda              |                                                          |
| 2009 | „Ignant Shit” (featuring Lil Wayne)                                                                    | Drake                |                                                          |
| 2009 | „Uptown” (featuring Lil Wayne & Bun B)                                                                 | Drake                |                                                          |
| 2009 | „Successful” (featuring Lil Wayne & Trey Songz)                                                        | Drake                |                                                          |
| 2009 | „I’m Goin’ In” (featuring Lil Wayne & Young Jeezy)                                                     | Drake                |                                                          |
| 2009 | „Loser” (featuring Lil Wayne & Tyga)                                                                   | Raje                 |                                                          |
| 2009 | Your Welcome (featuring Lil Wayne & Bun B)                                                             | Raje                 | „So Fly”                                                 |
| 2009 | „Payow” (featuring Lil Wayne & Bobby V)                                                                | Huey                 | Strictly Business                                        |
| 2009 | „Put It On” (featuring Lil Wayne)                                                                      | Kat Deluna           | Inside Out                                               |
| 2009 | „Young Mula Freestyle” (featuring Lil Wayne)                                                           | Lil Twist            |                                                          |
| 2009 | „Let’s Talk Money” (featuring Lil Wayne & T-Pain)                                                      | UGK                  | UGK 4 Life                                               |
| 2009 | „Big Dawg” (featuring Lil Wayne)                                                                       | Playaz Circle        | Flight 360                                               |
| 2009 | „Problems” (featuring Lil Wayne)                                                                       | Skull Gang           | Skull Gang                                               |
| 2009 | „Salute” (featuring Lil Wayne)                                                                         | Fabolous             | Loso’s Way                                               |
| 2009 | "Revolver” (featuring Lil Wayne)                                                                       | Madonna              | Celebration                                              |
| 2009 | „Ups and Downs” (featuring Lil Wayne)                                                                  | Young Buck           | Back on My Buck Shit                                     |
| 2009 | „Rytmic” (featuring Lil Wayne)                                                                         | Cassie               | Electro Love                                             |
| 2009 | „My Darlin Baby” (featuring Lil Wayne)                                                                 | Drake                |                                                          |
| 2009 | „Hustle” (featuring Lil Wayne & Gudda Gudda)                                                           | Birdman              | Pricele$                                                 |
| 2009 | „Pricele$” (featuring Lil Wayne)                                                                       | Birdman              | Pricele$                                                 |
| 2009 | „Bring It Back” (featuring Lil Wayne)                                                                  | Birdman              | Pricele$                                                 |
| 2009 | „I Want It All” (featuring Lil Wayne & Kevin Rudolf)                                                   | Birdman              | Pricele$                                                 |
| 2009 | "I Know Your Name" (featuring Lil Wayne & Travis McCoy)                                                | The Alchemist        | Chemical Warfare                                         |
| 2009 | „Come On” (featuring Lil Wayne & J. Holiday)                                                           | 2 Pistols            | Arrogant                                                 |
| 2009 | „Pusha” (featuring Lil Wayne)                                                                          | Lloyd                | Like Me: The Young Goldie EP                             |
| 2009 | „Can’t Stop Partying” (featuring Lil Wayne)                                                            | Weezer               | Raditude                                                 |
| 2009 | „Young Money Hospital” (featuring Lil Wayne)                                                           | Gudda Gudda          | Guddaville                                               |
| 2009 | „Demolition Freestyle Part 1" (featuring Lil Wayne)                                                    | Gudda Gudda          | Guddaville                                               |
| 2009 | „Demolition Freestyle Part 2" (featuring Lil Wayne)                                                    | Gudda Gudda          | Guddaville                                               |
| 2009 | „Sacrifice” (featuring Mack Maine, Lil Wayne & Shanell)                                                | Gudda Gudda          | Guddaville                                               |
| 2009 | „Give It Up to Me” (featuring Lil Wayne)                                                               | Shakira              | She Wolf                                                 |
| 2009 | „Can I Be Your Man” (featuring Lil Wayne)                                                              | Bow Wow              | The Transition to Shad Moss                              |
| 2009 | „Thinking to Myself” (featuring Lil Wayne & Birdman)                                                   | Brisco               | Street Medicine                                          |
| 2009 | „Stupid Wild” (featuring Cam’ron & Lil Wayne)                                                          | Gucci Mane           |                                                          |
| 2009 | „Women Lie, Men Lie” (featuring Lil Wayne)                                                             | Yo Gotti             | Live from the Kitchen                                    |
| 2009 | „Blinded” (featuring Lil Wayne)                                                                        | Starr                |                                                          |
| 2009 | „I Get Crazy” (featuring Lil Wayne)                                                                    | Nicki Minaj          | Beam Me Up Scotty                                        |
| 2009 | „Go Hard” (featuring Lil Wayne)                                                                        | Nicki Minaj          | Beam Me Up Scotty                                        |
| 2010 | „All 4 U” (featuring Lil Wayne)                                                                        | Missy Elliott        | Block Party                                              |
| 2010 | „Girls on Girls” (featuring Lil Wayne)                                                                 | Sean Garrett         |                                                          |
| 2010 | „Damn Damn” (featuring Lil Wayne)                                                                      | T-Pain               |                                                          |
| 2010 | „Whip It Like a Slave” (featuring Lil Wayne)                                                           | Boo Rossini          |                                                          |
| 2010 | „That’s What Niggas Do” (featuring Lil Wayne)                                                          |                      |                                                          |
| 2010 | „Smackdown” (featuring Lil Wayne)                                                                      | Pharrell             |                                                          |
| 2010 | „Everybody Knows Me” (featuring Lil Wayne)                                                             | Mika Means           |                                                          |
| 2010 | „You Know What It Is” (featuring Lil Wayne)                                                            | T-Pain               |                                                          |
| 2010 | „Home Run” (featuring Lil Wayne)                                                                       | Juelz Santana        |                                                          |
| 2010 | „Jump Up in the Air (Stay There)” (featuring Lil Wayne & Bilal)                                        | Erykah Badu          |                                                          |
| 2010 | „Fuck Today” (featuring Lil Wayne)                                                                     | Gudda Gudda          |                                                          |
| 2010 | „Veteran’s Day” (featuring Lil Wayne & Birdman)                                                        | Rick Ross            |                                                          |
| 2010 | „Big Dawg” (featuring Birdman & Lil Wayne)                                                             | Playaz Circle        |                                                          |
| 2010 | „Eat You Alive” (featuring Lil Wayne)                                                                  | Ludacris             |                                                          |
| 2010 | „I’m on It” (featuring Lil Wayne)                                                                      | Tyga                 |                                                          |
| 2010 | „Blood Niggaz” (featuring Lil Wayne & Mitchy Slick)                                                    | Menace               |                                                          |
| 2010 | „Drip” (featuring Lil Wayne)                                                                           | Young Joc            |                                                          |
| 2010 | „WTF” (featuring Lil Wayne)                                                                            | Shawty Lo            | I Am Carlos                                              |
| 2010 | „Deadliest Catch” (featuring Lil Wayne & Mack Maine)                                                   | Shanell              |                                                          |
| 2010 | „Wall” (featuring Lil Wayne)                                                                           | Brisco               |                                                          |
| 2010 | „Fuck Me in the Moshpit” (featuring Lil Wayne)                                                         |                      |                                                          |
| 2010 | „Soldier” (featuring Santigold, Fam-Lay & Lil Wayne)                                                   | N.E.R.D              |                                                          |
| 2010 | „We Gon’ Get Paid” (featuring Lil Wayne)                                                               | D-Rich               |                                                          |
| 2010 | „Small Thing to a Giant” (featuring Lil Wayne)                                                         | Gudda Gudda          |                                                          |
| 2010 | „Tattoo Forever” (featuring T-Pain, Lil Wayne & Travis McCoy)                                          | Detail               |                                                          |
| 2010 | „Currency” (featuring Lil Wayne & Rick ross)                                                           | Trina                | Amazin                                                   |
| 2010 | „Everything Red” (featuring Lil Wayne & Birdman)                                                       | The Game             | The Red Room                                             |
| 2010 | „Fresh I Stay (Part 2)” (featuring Lil Wayne)                                                          | Flo Rida             |                                                          |
| 2010 | „Moving Target” (featuring Lil Wayne)                                                                  | Ashley Ring          |                                                          |
| 2010 | „No Love” (featuring Lil Wayne)                                                                        | Eminem               | Recovery                                                 |
| 2010 | „Spit in Your Face” (featuring Lil Wayne)                                                              | Kevin Rudolf         | To the Sky                                               |
| 2010 | „Girl Like Her” (featuring Lil Wayne)                                                                  | RL                   |                                                          |
| 2010 | „30 Minutes to New Orleans” (featuring Lil Wayne)                                                      |                      |                                                          |
| 2010 | „Yeah” (featuring Lil Wayne)                                                                           | T.I.                 | Fuck a Mixtape                                           |
| 2010 | „Cascades” (featuring Lil Wayne)                                                                       |                      |                                                          |
| 2010 | „Other Side” (featuring Lil Wayne & Ne-Yo)                                                             | Shanell              |                                                          |
| 2010 | „Everybody Know Me” (featuring Lil Wayne)                                                              | Mika Means           |                                                          |
| 2010 | „Tell Me What” (featuring Lil Wayne)                                                                   | Sum 41               |                                                          |
| 2010 | „Don’t Lie” (featuring Lil Wayne)                                                                      | Akon                 | Stadium                                                  |
| 2010 | „I Don’t Like The Look (Willy Wonka)” (featuring Lil Wayne)                                            | Gudda Gudda          | Back 2 Guddaville                                        |
| 2010 | „Money Or Graveyard” (featuring Lil Wayne)                                                             | Gudda Gudda          | Back 2 Guddaville                                        |
| 2010 | „Moving Target” (featuring Lil Wayne)                                                                  | Ashley Ring          |                                                          |
| 2010 | „My Generation” (featuring Joss Stone & Lil Wayne)                                                     | Nas & Damian Marley  | Distant Relatives                                        |
| 2010 | „Heavenly Father” (featuring Lil Wayne)                                                                | Fat Joe              | The Darkside, Vol. 1                                     |
| 2010 | „Shades” (featuring Lil Wayne & Justin Timberlake)                                                     | Diddy-Dirty Money    | Last Train to Paris                                      |
| 2010 | „Strobe Lights” (featuring Lil Wayne)                                                                  | Diddy-Dirty Money    | Last Train to Paris                                      |
| 2010 | „Execution Style” (featuring Lil Wayne & Gudda Gudda)                                                  | Jae Millz            | Dead Presidents                                          |
| 2010 | "Papercuts" (featuring Fiend & Lil Wayne)                                                              | Mystikal             |                                                          |
| 2010 | „Down Here” (featuring Lil Wayne & Rick Ross)                                                          | Petey Pablo          | A&R: Anticipated Recordings                              |
| 2010 | „I’m Good” (featuring Lil Wayne)                                                                       | Lucci Lou            | Mr. Pharmaceutical                                       |
| 2010 | „Uptown” (featuring Lil Wayne & Jae Millz)                                                             | Lil Chuckee          | Charles Lee Ray                                          |
| 2010 | „Pussy Niggaz (Freestyle)” (featuring Lil Wayne)                                                       | Jae Millz            | The Flood Continues                                      |
| 2010 | „In the City” (featuring Short Dawg & Lil Wayne)                                                       | Jae Millz            | The Flood                                                |
| 2010 | „I Just Wanna Hit” (featuring Lil Wayne & Tyga)                                                        | Short Dawg           | Southern Flame Spitta 3.5                                |
| 2010 | „Viktory” (featuring Lil Wayne & Jae millz)                                                            | Mack Maine           | The Laxative                                             |
| 2010 | „My Reality” (featuring Lil Wayne & Gudda Gudda)                                                       | Mack Maine           | The Laxative                                             |
| 2010 | „Talk That” (featuring Lil Wayne & Timbaland)                                                          | T-Pain               |                                                          |
| 2010 | „Fuck You” (featuring Lil Wayne)                                                                       | Slim Thug            | Tha Thug Show                                            |
| 2010 | „Hoes & Ladies” (featuring Lil Wayne & Smoke)                                                          | T-Pain               |                                                          |
| 2011 | „Welcome to My Hood” (featuring Rick Ross, Plies, Lil Wayne & T-Pain)                                  | DJ Khaled            | We the Best Forever                                      |
| 2011 | "Look at Me Now” (featuring Busta Rhymes, Lil Wayne)                                                   | Chris Brown          | F.A.M.E.                                                 |
| 2011 | „Bow Chicka Wow Wow” (featuring Lil Wayne)                                                             | Mike Posner          | 31 Minutes to Takeoff                                    |
| 2011 | „Homerun” (featuring Lil Wayne)                                                                        | Juelz Santana        | Born to Lose, Built to Win                               |
| 2011 | „Set It Off Tonight” (featuring Lil Wayne)                                                             | Sam Salter           |                                                          |
| 2011 | "Hit the Lights”                                                                                       | Jay Sean             | Freeze Time                                              |
| 2011 | "Can a Drummer Get Some" (featuring Game, Lil Wayne, Rick Ross & Swizz Beatz)                          | Travis Barker        | Give the Drummer Some                                    |
| 2011 | "Love Affair" (featuring Lil Wayne)                                                                    | Lil Twist            | Don’t Get It Twisted                                     |
| 2011 | „This Is What Rock n Roll Looks Like” (Black featuring Lil Wayne)                                      | Porcelain Black      | bd.                                                      |
| 2011 | "Someone to Love Me (Naked)" (featuring Diddy & Lil Wayne)                                             | Mary J. Blige        | My Life II, The Journey Continues                        |
| 2011 | „I’m Into You” (featuring Lil Wayne)                                                                   | Jennifer Lopez       | Love?                                                    |
| 2011 | "Motivation” (featuring Lil Wayne)                                                                     | Kelly Rowland        | bd.                                                      |
| 2011 | „That’s Not Love” (featuring Lil Wayne)                                                                | Fabolous             | The S.O.U.L. Tape                                        |
| 2011 | „Fuck Food” (featuring Lil Wayne & T-Pain)                                                             | Tech N9ne            | All 6's And 7's                                          |

## Teledyski
| Rok  | Tytuł                                             | Reżyser                     | Album                  |
| ---- | ------------------------------------------------- | --------------------------- | ---------------------- |
| 1999 | "Tha Block Is Hot”                                |                             | Tha Block Is Hot       |
| 2000 | „Respect Us” (featuring Juvenile)                 |                             | Tha Block Is Hot       |
| 2000 | „Get Off the Corner”                              |                             | Lights Out             |
| 2001 | „Everything”                                      |                             | Lights Out             |
| 2001 | „Shine” (Feat. Hot Boys & Mannie Fresh)           |                             | Lights Out             |
| 2002 | "Way of Life”                                     |                             | 500 Degreez            |
| 2002 | „Where You At”                                    |                             | 500 Degreez            |
| 2004 | „Bring It Back”                                   |                             | Tha Carter             |
| 2004 | „Earthquake” (feat. Jazze Pha)                    |                             | Tha Carter             |
| 2004 | „Go DJ”                                           | Life Garland                | Tha Carter             |
| 2004 | „Get Something (feat. Mannie Fresh)               |                             |                        |
| 2005 | "Fireman”                                         | Aaron Courseault            | Tha Carter II          |
| 2006 | „Hustler Musik/Money on My Mind”                  | Benny Boom                  | Tha Carter II          |
| 2006 | "Shooter” (feat. Robin Thicke)                    | Benny Boom                  | Tha Carter II          |
| 2007 | „The Only Reason (feat. Sizzla and T-Streetz)     | David Palmer & James Kniest |                        |
| 2008 | "Lollipop” (feat. Static Major)                   | Gil Green                   | Tha Carter III         |
| 2008 | „A Milli”                                         | Gil Green                   | Tha Carter III         |
| 2008 | „Got Money” (feat. T-Pain & Mack Maine)           | Gil Green                   | Tha Carter III         |
| 2008 | „Mrs. Officer” (feat. Bobby V)/„Comfortable”      | Gil Green                   | Tha Carter III         |
| 2009 | "Prom Queen” (feat. Shanell)                      | Lil Wayne and Dave Meyers   | Rebirth                |
| 2010 | "On Fire”                                         | Chris Robinson              | Rebirth                |
| 2010 | „Drop the World” (feat. Eminem)                   | Chris Robinson              | Rebirth                |
| 2010 | "Da Da Da”                                        | Chris Robinson              | Rebirth                |
| 2010 | „Runnin'” (feat. Shanell)                         | David Rousseau              | Rebirth                |
| 2010 | "Knockout” (feat. Nicki Minaj)                    | David Rousseau              | Rebirth                |
| 2010 | „Get A Life”                                      | David Rousseau              | Rebirth                |
| 2010 | „I’m Single”                                      | DJ Scoob Doo                | No Ceilings            |
| 2010 | „Steady Mobbin'” (feat. Gucci Mane)               | DJ Scoob Doo                | We Are Young Money     |
| 2010 | „Ground Zero” (Starring Shanell)                  |                             | Rebirth                |
| 2010 | „I Am Not A Human Being”                          | David Rousseau              | I Am Not a Human Being |
| 2010 | „Pop Dat” (feat. Birdman)                         | DJ Scoob Doo                | No Ceilings            |
| 2010 | „I Don’t Like The Look Of It” (feat. Gudda Gudda) | Colin Tilley                | I Am Not a Human Being |
| 2011 | „6 Foot 7 Foot” (feat. Cory Gunz)                 | Hype Williams               | Tha Carter IV          |
| 2011 | "John” (feat. Rick Ross)                          | Colin Tilley                | Tha Carter IV          |